# Лайл, Маргарет, 3-я баронесса Лайл из Кингстон Лайл
Маргарет де Лайл (англ. Margaret de Lisle; примерно 1360 — между маем и сентябрём 1392) — английская аристократка, 3-я баронесса Лайл из Кингстон Лайл в своём праве (suo jure) с 1382 года. Единственный ребёнок Уорина де Лайла, 2-го барона Лайла из Кингстон Лайл, и его жены Маргарет Пипард. После смерти отца унаследовала права на баронский титул и владения, расположенные главным образом в Беркшире, Нортгемптоншире, Уилтшире и Оксфордшире. Стала женой Томаса Беркли, 5-го барона Беркли. В этом браке родилась дочь Элизабет, 4-я баронесса Лайл из Кингстон Лайла.